# Martha Roby

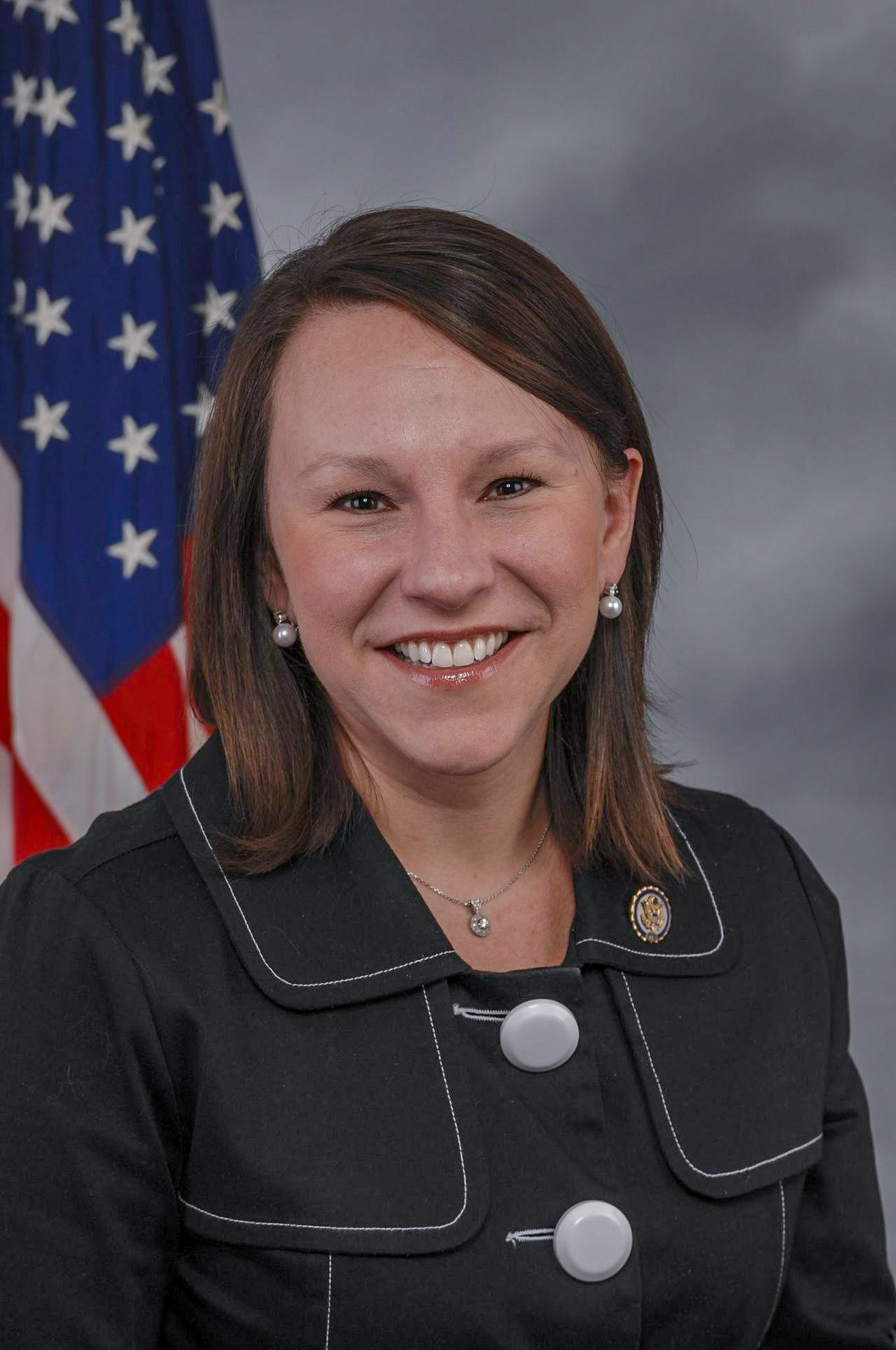
Martha Roby em 2011.

Martha Dubina Roby (nascida em 26 de julho de 1976) é uma política do Alabama. É a representante do 2º Distrito Congressional do Alabama. Ela é membro do Partido Republicano. Foi eleita para a Câmara em 2010 após derrotar o representante democrata Bobby Bright e assumiu o cargo em janeiro de 2011.

## Primeiros anos, educação e carreira
Roby nasceu em Montgomery, Alabama. Estudou na Universidade de Nova Iorque, onde recebeu um bacharel em música. Depois de estudar na faculdade ela entrou na Escola de Cumberland School of Law na Samford University em Birmingham, Alabama, recebendo seu JD em 2001. Ela é filha do juiz Joel F. Dubina, desembargador do Tribunal Federal de Apelações para o Circuito XI.
Antes de entrar na política, trabalhou no escritório de advocacia de Copeland, Franco e atuou no conselho de administração da Sav-A-Life Montgomery, uma organização cristã.